# Ruakituri River
Der Ruakituri River ist ein Fluss im Osten der Nordinsel Neuseelands. Sein Zusammenfluss mit dem Hangaroa River bildet den Wairoa River.

## Geographie
Der Ruakituri River entsteht als Zusammenfluss mehrerer Streams, die an der Ostflanke der Huiarau Range herabfließen. Er fließt mit mehreren Biegungen in insgesamt östlicher Richtung aus den bewaldeten Berge heraus und knickt nach Südsüdosten ab. Kurz davor liegen die Waitangi Falls mit einer Fallhöhe von 72 m. An der südöstlichen Spitze der Matakuhia Range biegt er nach Ostsüdost ab. Die Fließrichtung behält er mit einigen Windungen grob bis zur Mündung bei. Dabei durchströmt er bewaldete Gebiete sowie Farmland, die Geologie weist hauptsächlich feine weiche Sedimente auf, wie Sandstein und Schluffstein. Der Fluss fließt aus der Region Gisborne in die Hawke’s Bay, an der Gemeinde Ruakituri vorbei. Nahe der Mündung liegt die Gemeinde Te Reinga. Ruakituri und Hangaroa River vereinen sich zum Wairoa River, der kurz darauf die 35 m hohen Te Reinga Falls hinabstürzt und letztlich bei Wairoa in die Hawke Bay, eine Bucht des Pazifischen Ozeans, entwässert.

## Geschichte
Bei der Verfolgung von Te Kooti und Anhängern durch Regierungstruppen fand 1868 an den Ufern des Flusses eine Schlacht statt.

## Infrastruktur
Die Mündung bei Te Reinga liegt an der Tiniroto Road, welche den New Zealand State Highway 38 bei Frasertown nördlich von Wairoa mit dem New Zealand State Highway 2 westlich von Gisborne verbindet. Von Te Reinga aus folgt die Ruakituri Road dem Fluss flussauf bis zur südöstlichen Spitze der Matakuhia Range. Von dort führt die Papuni Road bis zum Beginn der Bergregion. Diese ist von Wanderwegen erschlossen, die auch um die Täler der Quellflüsse führen.